# Панкратенки
Панкра́тенки (рос. Панкратенки) — присілок у складі Орічівського району Кіровської області, Росія. Входить до складу Пищальського сільського поселення.
Населення становить 5 осіб (2010, 1 у 2002).
Національний склад станом на 2002 рік — росіяни 100 %.